# Campeonato Asiático de Hockey sobre Patines de 2012
El XV Campeonato Asiático de Hockey sobre Patines se celebró en la ciudad china de Hefei entre el 27 de octubre y el 1 de noviembre de 2012 con la participación de cuatro Selecciones nacionales masculinas de hockey patines, dentro de los Campeonatos de Asia de Patinaje, junto a los respectivos campeonatos asiáticos de otras modalidades de este deporte.
En esta edición se disputó el campeonato en sus modalidades masculina y femenina.

## Equipos participantes
Participaron cuatro selecciones nacionales, dos de las que habían disputado el anterior campeonato de 2012, excepto Japón, pero regresando a la competición las selecciones de Australia y Macao.
| Taiwán (1)    |
| India (3)     |
| Australia (-) |
| Macao (-)     |

## Resultados
El campeonato se disputó en dos fases, la primera mediante sistema de liga a una vuelta entre todos los participantes, y la segunda mediante semifinales y finales a partido único.

### Primera Fase
| Equipo    | Pts | PJ | PG | PE | PP | GF | GC | DG |
| --------- | --- | -- | -- | -- | -- | -- | -- | -- |
| Macao     | 9   | 3  | 3  | 0  | 0  | 39 | 18 | 21 |
| India     | 6   | 3  | 2  | 0  | 1  | 26 | 29 | -3 |
| Australia | 3   | 3  | 1  | 0  | 2  | 19 | 27 | -8 |
| Taiwán    | 0   | 3  | 0  | 0  | 3  | 21 | 31 | -3 |

|           | MAC | IND  | AUS  | TWN   |
| --------- | --- | ---- | ---- | ----- |
| Macao     | –   | 13–6 | 15–7 | 11–5  |
| India     |     | –    | 7–5  | 13–11 |
| Australia |     |      | –    | 7–5   |
| Taiwán    |     |      |      | –     |

### Semifinales
| Macao | 16 | Taiwán    | 2 |
| India | 6  | Australia | 5 |
| ----- | -- | --------- | - |

### Tercer y cuarto puestos
| Australia | 6 | Taiwán | 3 |
| --------- | - | ------ | - |

### Final
| Macao | 6 | India | 3 |
| ----- | - | ----- | - |

## Clasificación final
| 1. Macao     |
| 2. India     |
| 3. Australia |
| 4. Taiwán    |